# Álvaro de Carvalho
Álvaro de Carvalho es un municipio brasileño del estado de São Paulo. Se localiza a una latitud 22,05 sur y a una longitud 49,43 Oeste. Su población estimada en 2004 era de 4.610 habitantes.

## Geografía
Posee un área de 152,6 km² y una altitud de 627 m s. n. m.

### Hidrografía
- Río Tibiriçá
- Río Aguapeí

### Carreteras
- SP-349

## Demografía
| Población histórica del municipio | Población histórica del municipio | Población histórica del municipio | Población histórica del municipio |
| Año                               | Población                         |                                   | %±                                |
| --------------------------------- | --------------------------------- | --------------------------------- | --------------------------------- |
| 1950                              | 6446                              |                                   | —                                 |
| 1960                              | 5372                              |                                   | −16,7%                            |
| 1970                              | 4200                              |                                   | −21,8%                            |
| 1980                              | 3919                              |                                   | −6,7%                             |
| 1991                              | 3133                              |                                   | −20,1%                            |
| 2000                              | 4109                              |                                   | 31,2%                             |
| 2010                              | 4650                              |                                   | 13,2%                             |
| 2022                              | 4808                              |                                   | 3,4%                              |
| [ 4 ] [ 5 ] [ 6 ] [ 7 ]           |                                   |                                   |                                   |

Datos del censo - 2000
Población Total: 4109
- Urbana: 2437
- Rural: 1672
- Hombres: 2463
- Mujeres: 1646

Densidad demográfica (hab./km²): 26,93
Mortalidad infantil hasta 1 año (por mil): 18,51
Expectativa de vida (años): 69,87
Tasa de fecundidad (hijos por mujer): 2,74
Tasa de alfabetización: 84,92%
Índice de Desarrollo Humano (IDH-M): 0,730
- IDH-M Salario: 0,637
- IDH-M Longevidad: 0,748
- IDH-M Educación: 0,806

(Fuente: IPEADATA)

## Administración
- Prefecto: Adhemar Kemp Marcondes de Moura (2009/2012)
- Viceprefecto: Cícero Martins
- Presidente de la cámara: (2009/2010)

## Religión
El Cristianismo está presente en la ciudad de la siguiente manera:

### Iglesia Católica
La iglesia católica del municipio forma parte de la diócesis de Marília.

### Iglesia Protestante
En la ciudad están presentes las más diversas creencias evangélicas, principalmente pentecostales, incluidas las Asambleas de Dios de Brasil (la iglesia evangélica más grande del país), Congregación Cristiana, entre otras. Estas denominaciones están creciendo cada vez más en todo Brasil.